# Европейский клуб
Европейский клуб (полное название российский парламентский Европейский клуб) – площадка для взаимодействия Российской Федерации и Европейского союза. Основан в 1999 году при Парламенте РФ – Государственной Думе. Президент Клуба – Константин Косачев, председатель правления – Андрей Климов.  
Клуб объединяет не только российских депутатов, политиков, бизнесменов и экспертов. Среди почетных членов клуба – граждане европейских государств.
С 2008 года при Клубе действует web-сайт «Россия – Европейский союз: Партнерство и Успех» (P&S). P&S был задуман как совместная площадка для прямого диалога между политиками, бизнесменами и экспертами России и Европейского союза.
В апреле 2012 года было объявлено об открытии Евразийского Диалога при Европейском клубе как дискуссионной площадки, направленной на обсуждение проблем при создании Евразийского Союза. Презентация Евразийского Диалога состоялась 18 мая 2012 года в здании Торгово Промышленной Палаты в Москве.

## Правление Клуба
В сентябре 2012 года президент Клуба Константин Косачев определил состав правления Евроклуба на 2012—2015 гг.:
- Председатель Правления Клуба — Климов Андрей Аркадьевич
- Заместитель Председателя Правления — Терешкова Валентина Владимировна
- Ответственный секретарь Клуба — Фоменко Александр Владимирович
- Администратор Клуба — Лютикова Людмила Викторовна

Члены правления:
- Дементьева Наталья Леонидовна
- Евдокимов Михаил Николаевич
- Лукьянов Федор Александрович
- Махмутов Анвар Анасович
- Плигин Владимир Николаевич
- Симановский Леонид Яковлевич
- Чижов Владимир Алексеевич

## Почётные члены Евроклуба
- АВТОНОМОВ Алексей
- БЕЛОУС Олег
- БЕЛЯЕВА Надежда
- БЕНЕДЕЙЧИЧ Андрей
- БРИЛЕВ Сергей Борисович
- БУРАТАЕВА Александра
- БУРЫКИНА Наталья
- ВАЙСКИРХЕН Герт
- ВИГЕМАРК Ларс-Гуннар
- ВИШНЕВСКИЙ Владимир
- ГИЛИАН Дьёрдь
- ГОЛИКОВ Георгий
- ГРИШАНКОВ Михаил
- ГРУЗДЕВ Владимир
- ДЕ КРОМБРЮГГЕ Бертран
- ДЖАНАРДИ ЛАНДИ Антонио
- ДИРКСЕ Ян-Пауль
- КАРЛСЕН Пер
- ЛАВРОВ Сергей
- КЛЕСТИЛЬ-ЛЁФФЛЕР Маргот
- КЛИМОВ Андрей
- КОМАРОВ Фоат
- КОСАЧЕВ Константин
- КОСТЕЛКА Мирослав
- КРЕССОН Эдит
- КРИГЕР Карло
- МЕРТЕНС де ВИЛЬМАРС Винсент
- МОЗАР Лоран
- МОРОЗОВ Олег
- НЕГУЦА Андрей
- НОРДСЛЕТТЕН Ойвинд
- ПАЛЕЦКИС Юстас
- ПУШКОВ Алексей Константинович
- ТЕЙКМАНИС Андрис
- ТЕРЕШКОВА Валентина Владимировна
- ФЛЕКЕНШТАЙН Кнут
- ФРАНКО Марк
- ХОФЕР Эрвин
- ЧАПЛИЦКИЙ Михал[1]

## Заседания Евроклуба

### 2009, Март. Парижское заседание российского Евроклуба
13 марта 2009 года в Париже, под председательством главы комитета по международным делам Госдумы России Константина Косачева, состоялось первое в 2009 году заграничное заседание Европейского клуба.
Заседание состоялось в центре французской столицы, на острове Сите, в старинном особняке «Дом Адвоката» (“MaisonduBearreau”). Помещение для заседаний, рассчитанное на пятьдесят человек, было переполнено. На заседании присутствовали члены французского и российского парламентов, высокопоставленные европейские дипломаты, представители деловых кругов и общественности, среди которых были представители многих государств Европы.
Состоялось знакомство с новым проектом российского Европейского клуба – международным веб-сайтом «Россия – ЕС: партнерство и успех» (P&S). Презентацию провел председатель Совета P&S, сопредседатель Комитета парламентского сотрудничества Россия-ЕС, российский депутат Андрей Климов.
После чтения докладов и выступлений члены Европейского клуба и его гости поднялись в зал Библиотеки, где желающие смогли проверить свои силы в игре с чемпионом мира по шахматам, почетным членом Европейского клуба Анатолием КАРПОВЫМ. Сеанс одновременной игры политиков и выдающего шахматиста XX века стал возможен благодаря поддержке Международной ассоциации интеллектуального спорта (IMSA).
За коктейлем от имени Европейского клуба были продолжены беседы на актуальные темы российско-французских и российско-европейских отношений.
Так же обсуждались еще четыре инициативы, которые активно поддерживает Европейский клуб в 2009 г:
•	Встречу парламентариев ЕС и России в Санкт-Петербурге для дискуссии на тему нового газопровода по дну Балтики – «Северный поток» (конец марта);
•	Проведение в конце апреля 2009г. в Варшаве семинара политиков и экспертов России и ЕС по теме, связанной с последствиями глобального экономического кризиса;
•	Организацию форума европейской молодежи в Перми, там, где географически начинается Европа (средина мая 2009);
•	Международную конференцию «Европа регионов» в России (конец октября 2009).

### 2009, Ноябрь. Зарубежное заседание российского Евроклуба в Монако
16 ноября 2009 года в Монако состоялось выездное зарубежное заседание Российского Европейского Клуба под председательством Председателя Комитета по международным делам Государственной думы России Константина Косачева.

### 2010, Декабрь. Выездное заседание Евроклуба. Париж. Франция
В связи с заверешением года Франции в России российский парламентский “Европейский клуб” и российская некоммерческая организация “Африканский альянс” при поддержке Посольства Российской Федерации во Франции 12-13 декабря провели в Париже своё выездное заседание.
Мероприятие было организовано МФ ПИТ-фонд при поддержке Государственной Думы РФ, консалтингового агентства «Румянцев и партнеры» и группы компаний ESL&Networks (Франция). Были организованы круглые столы («Лоббирование и принятие решений в России и Европейском Союзе: обмен опытом», «Роль России в Регионах Чёрного и Средиземного морей») и семинар («Новые Российские технологии для Европы и Развивающихся стран»).
Само заседание под председательством президента Клуба господина Константина Косачева прошло 13 декабря. На мероприятии присутствовали генеральный директор ЮНЕСКО Ирина Бокова, президент Парламентской Ассамблеи Совета Европы  Мевлют Чавушоглу, посла РФ  Александр Орлов, постоянный Представитель РФ в Европейском Союзе Владимир Чижов.  Были подведены итоги года Франции в России, озвучены планы, а также были вручены памятные медалей «Европейского клуба» почётным членам клуба.

### 2011, Февраль . Заседание Евроклуба. Москва. Россия
Заседание состоялось 24 февраля 2011 года. В рамках дискуссии был представлен проект «Пермь – культурная столица Европы», который представил Борис Леонидович Мильграм, Заместитель Председателя Правительства Пермского Края.

### 2011, Март. Заседание Евроклуба. Брюссель. Бельгия
22 марта 2011 г. в Брюсселе в рамках заседаний Рабочей группы Комитета парламентского сотрудничества (КПС) Россия-ЕС состоялось заседание парламентского “Европейского клуба”, посвященное развитию сотрудничества между Россией и Евросоюзом в области культуры. В нем приняли участие члены Федерального Собрания Российской Федерации, депутаты Европейского парламента, Постоянный представитель России при ЕС Владимир Чижов, губернатор Пермского края О.А.Чиркунов, представители Европейской комиссии, общественно-политические деятели ЕС и Бельгии, представители организаций российских соотечественников.
По мнению участников, взаимодействие в области культуры даст толчок к дальнейшему сближению России и ЕС.
Перед собравшимися выступили также Председатель Правления «Европейского клуба», Сопредседатель КПС Россия-ЕС, Заместитель председателя Комитета Государственной Думы по международным делам А.А.Климов, Гендиректор Еврокомиссии по вопросам образования, подготовки, культуры и молодежи Я.Трущинский, член Федерального Собрания Российской Федерации Н.Л.Дементьева, депутаты Европейского парламента К.Флекенштайн, М.Бадиа и Кутчет.
О.А.Чиркунов представил проект «Пермь – культурная столица Европы».
В конце заседания протоиерей Антонию Ильину был удостоен памятной медали почетного члена Европейского клуба. В кратком ответном слове отец Антоний высоко оценил деятельность Европейского клуба как экспертной площадки неправительственного диалога между Россией и Евросоюзом.

### 2011,Июнь. Заседание Евроклуба. Гамбург
24 июня 2011 года в г. Гамбурге состоялось заседание “Европейского клуба”, посвященное российско-германским отношениям в контексте сотрудничества Россия – ЕС и проблемам и перспективам создания общей транспортной инфраструктуры.К участию в дискуссии были приглашены Президент ОАО “РЖД” В.И. Якунин, Президент Германских железных дорог “Дойче Бан” г-н Рудигер Грубе, Постоянный Представитель Российской Федерации в Европейском Союзе Владимир Чижов, депутаты Государственной Думы, в том числе заместитель Председателя Комитета по транспорту Ф.Ф.Комаров, члены Совета Федерации, специалисты и эксперты. Участники обсудили перспективы реализации совместных проектов по развитию европейской транспортной инфраструктуры.
В ходе мероприятия состоялась встреча с Председателем Государственного Парламента г. Гамбурга госпожой Каролой Вит.

### 2012, Апрель. Заседание Евроклуба. Москва
Заседание состоялось 4 апреля 2012 года Европейского клуба по случаю визита делегации депутатов Европейского парламента в Москву.
Заседание открыл Константин Иосифович Косачева – Президент Европейского клуба, руководитель Федерального агентства по делам Содружества Независимых Государств, соотечественников, проживающих за рубежом, и по международному гуманитарному сотрудничеству (Россотрудничество), спецпредставитель Президента России по связям с государствами-участниками СНГ, Чрезвычайный и Полномочный Посла Российской Федерации. Мероприятие продолжил Андрей Аркадьевич Климов – Председатель правления Европейского клуба, Сопредседатель Комитета парламентского Сотрудничества Россия – ЕС. По традиции клуба состоялась церемония вручения памятных медалей членам Европейского клуба.
Почетными членами и обладателями уникальной памятной медали стали: ДЖАНАРДИ ЛАНДИ Антонио – Чрезвычайный и Полномочный Посол Италии в РФ; Пушков Алексей Константинович – Председатель Комитета Госдумы по международным делам, член президиума российского Совета по внешней и оборонной политике, член Президентского совета по развитию гражданского общества; ТЕРЕШКОВА Валентина Владимировна – Заместитель председателя Комитета Государственной думы по международным делам, первая в мире женщина-космонавт, Герой Советского Союза, генерал-майор; БРИЛЕВ  Сергей Борисович – тележурналист, заместитель директора Дирекции информационных программ телеканала Россия; ЧАПЛИЦКИЙ Михал  – Администратор секретариата президиума Европейского парламента.

## Прошедшие мероприятия

### Первый панъевропейский фестивальный марафон
В июне 2014 года Европейский клуб запланировал проведение масштабного мероприятия - фестивального марафона, который объединит Европейскую часть России и практически всю Европу. Среди городов, через которых будет проходить маршрут, Рига - культурная столица Европы в 2014 году.

## Памятная медаль
Памятная медаль российского Европейского клуба выпущена к  десятилетию названного Евроклуба в количестве ста экземпляров.
Медаль вручалась Президентом Евроклуба или Председателем Правления Евроклуба лично гражданам Российской Федерации, либо иностранным гражданам в период с 21 декабря 2009 по 31 марта 2010 года.
Медаль была вручена:
Членам Европейского клуба (в том числе почетным членам Европейского клуба);
Депутатам Государственной Думы РФ, членам Совета Федерации, членам Правительства РФ, Чрезвычайным и Полномочным Послам РФ, а также послам европейских стран, принимающим участие в деятельности Евроклуба;
Депутатам парламентов иностранных государств Европы (включая членов Европейского парламента), членам иностранных правительств (включая членов Еврокомиссии), принимавшим участие в мероприятиях Евроклуба в период с декабря 1999 года по март 2010 года;
Ученым, общественным деятелям, журналистам, принимавшим многолетнее и активное участие в работе Европейского клуба.
Список лиц, которым была вручена Медаль, публикуется на сайте P&S (www.ruseu.com) в разделе, посвященном деятельности Евроклуба на русском, английском и французском языках.

Описание Медали.
Медаль выполнена из сплава серебристого цвета в форме круга диаметром 42 мм. Толщина медали – 3 мм. Медаль изготовлена в декабре 2009 года, ручным способом, методом штамповки, на Урале по эскизу, выполненному по заказу ПИТ-фонда. На лицевой стороне Медали изображен земной шар с контуром Европы, вокруг которого находятся 12 малых и одна большая пятиконечная звезда, а также надпись «Европейский клуб – Россия. EuropeanClub – Russia». На обороте Медали стоят цифры 1999 – 2009 и надпись www.ruseu.com, под надписью изображение большей пятиконечной звезды. Медаль вложена в фиолетовый футляр и снабжена сертификатом, выданным ПИТ-фондом. Текст сертификата: «Данная памятная медаль изготовлена ручным способом (методом штамповки) по заказу Российского Европейского клуба в количестве 100 экземпляров в декабре 2009 года».  На лицевой стороне Сертификата изображение медали, на оборотной – эмблема ПИТ-фонда и цифры 2009.
Все права на данное изделие принадлежат ПИТ-фонду, который не в праве самостоятельно вручать Медаль либо изготавливать её дополнительные экземпляры.